# Aberystwyth Town Football Club
Maillots
Actualités
L'Aberystwyth Town Football Club est un club de football gallois basé à Aberystwyth. Il joue dans le championnat gallois de première division depuis la création de celui-ci, en 1992. Jamais champion du pays de Galles – son meilleur classement est une troisième place à l'issue de la saison 1992-1993 –, Aberystwyth a tout de même remporté une Coupe du pays de Galles, en 1900.

## Historique
Le club d'Aberystwyth Town est officiellement fondé en 1884, mais il existait antérieurement un autre club de football à Aberystwyth, fondé en 1876, voire avant. Cela atteste l'ancienneté de la pratique du football dans cette ville de l'ouest du pays de Galles. Néanmoins, Aberystwyth ne s'inscrit à sa première compétition officielle qu'en 1896.
Le premier titre est acquis en 1900. Cette année, Aberystwyth remporte la finale de la Welsh Cup en disposant du Ruabon Druids FC 3-0 et devient la première équipe de Galles centrales à remporter cette épreuve. Pourtant, cette victoire prometteuse n'a pas de suite. Une crise financière provoque le départ de la plupart des joueurs.

## Bilan sportif

### Palmarès
- Coupe du pays de Galles de football
  - Vainqueur : 1900.
  - Finaliste : 2009 et 2018.
- Coupe de la Ligue du pays de Galles de football
  - Finaliste : 2025.

### Bilan saison par saison
|           | I  | II | Points | Journées | V  | N  | D  | b.p. | b.c. | Diff. |
| 2017-2018 | 9  |    | 37 pts | 32       | 10 | 7  | 15 | 47   | 56   | -9    |
| 2016-2017 | 10 |    | 34 pts | 32       | 10 | 4  | 18 | 41   | 63   | -22   |
| 2015-2016 | 8  |    | 46 pts | 32       | 13 | 7  | 12 | 51   | 47   | +4    |
| 2014-2015 | 4  |    | 52 pts | 32       | 14 | 10 | 8  | 69   | 61   | +8    |
| 2013-2014 | 7  |    | 51 pts | 32       | 15 | 9  | 8  | 72   | 48   | +24   |
| 2012-2013 | 10 |    | 37 pts | 32       | 9  | 10 | 13 | 37   | 58   | -21   |
| 2011-2012 | 8  |    | 33 pts | 32       | 8  | 10 | 14 | 45   | 50   | -5    |

Légende :
- I / II / III : division jouée
- V / N / D : victoires / matchs nuls / défaites
- b.p. / b.c. : buts pour / buts contre
- Diff : différence de buts
- Champion du pays de Galles
- Promotion dans le championnat hiérarchiquement supérieur
- Relégation dans le championnat hiérarchiquement inférieur

### Bilan européen
Note : dans les résultats ci-dessous, le score du club est toujours donné en premier.
| Saison    | Compétition     | Tour           | Club        | Domicile | Extérieur | Total |
| --------- | --------------- | -------------- | ----------- | -------- | --------- | ----- |
| 1999      | Coupe Intertoto | Premier tour   | Floriana FC | 2 - 2    | 1 - 2     | 3 - 4 |
| 2004      | Coupe Intertoto | Premier tour   | Dinaburg FC | 0 - 0    | 0 - 4     | 0 - 4 |
| 2014-2015 | Ligue Europa    | Premier tour Q | Derry City  | 0 - 4    | 0 - 5     | 0 - 9 |

Légende
- Victoire ou qualification pour le tour suivant
- Match nul
- Défaite ou élimination de la compétition

## Joueurs et personnages du club

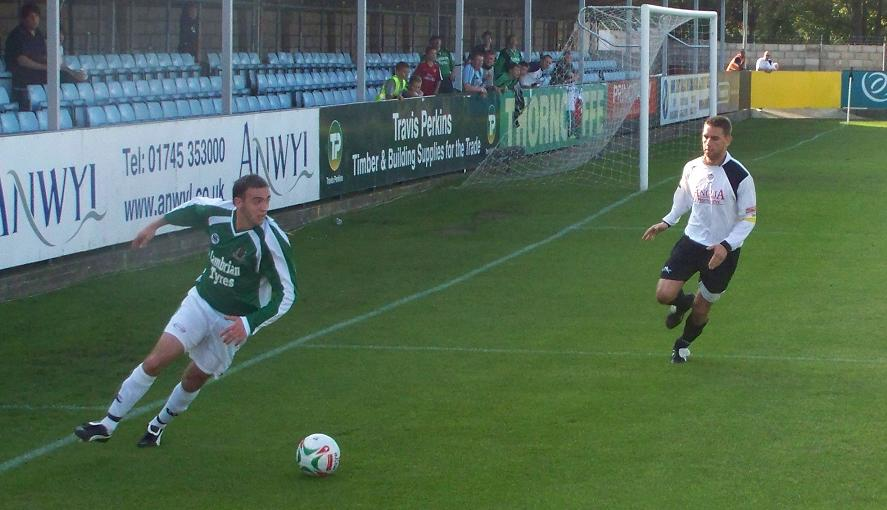
Geoff Kellaway lors d'un match de Welsh Premier League à Rhyl en 2008.

### Entraîneurs
| Nom              | Période   |
| ---------------- | --------- |
| Tomi Morgan      | 1992-1994 |
| Meirion Appleton | 1994-1999 |
| Barry Powell     | 1999-2001 |
| Frank Gregan     | 2001      |

| Nom                         | Période   |
| --------------------------- | --------- |
| Gary Finley                 | 2001-2004 |
| David Burrows               | 2004-2005 |
| Brian Coyne                 | 2005-2009 |
| Christian Edwards (intérim) | 2009      |

| Nom         | Période   |
| ----------- | --------- |
| Alan Morgan | 2009-2012 |
| Tomi Morgan | 2012-2013 |
| Ian Hughes  | 2013-     |

## Structures du club

### Stade

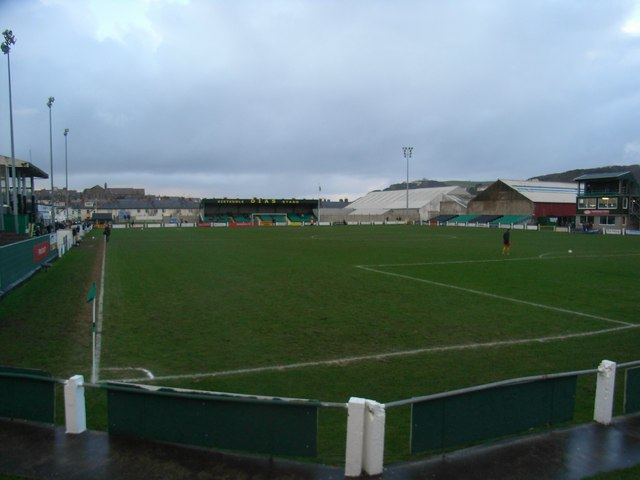
Park Avenue.

Aberystwyth Town joue ses matchs à domicile au Park Avenue, situé dans la partie sud-est de la ville. Ce stade compte 5 000 places, dont 1 002 sont assises. Son record de fréquentation remonte au Aberystwyth Town-Bary Town du 27 août 2000 auquel avaient assisté 1 207 personnes. Le prix d'entrée est généralement de 7 £ pour les adultes, 4 £ pour les tarifs réduits et 2 £ pour les moins de 16 ans. On y trouve des boissons à la vente.
Les débuts européens d'Aberystwyth Town en 1999 ont permis le développement de l'enceinte. Le nombre de places a été augmenté, notamment dans la tribune Dias, et un studio de la BBC y a été installé.
En décembre 2004, un violent incendie détruit le siège social du club, empêchant la tenue de matchs dans ce stade durant quelques semaines. Cet événement s'achève par l'ouverture de la loge John-Charles en 2005.